# Русское экономическое общество
Русское экономическое общество (РЭО) (англ.: Russian Economic Society) — независимое общество экономистов, не аффилированное с какими-либо организациями, компаниями и партиями, стремящееся объективно и не предвзято анализировать экономическую ситуацию в России.

## История РЭО
В 1920-х годах в Англии существовали две научные организации, занимавшиеся русской экономикой, конкурировавшие между собой: Русское экономическое общество в Лондоне и Бюро по исследованиям экономического положения России в Бирмингеме при Бирмингемском университете.
Русское экономическое общество (РЭО) было организовано в Лондоне в 1920 году. Михаилом Васильевичем Брайкевичем и объединило специалистов из различных областей экономики. Оно занималось теоретической разработкой различных экономических, финансовых и технических вопросов, касающихся современного состояния экономики России. Общество ставило своей задачей: собирать материал по вопросам современного состояния различных отраслей производства в России, выяснять роль этих отраслей в мировой экономике, собирать материалы по вопросам совершенствования технических и экономических приемов в производстве в России и вне России.
В члены правления РЭО в Лондоне были приглашены П. А. Иванов, Н. Т. Беляев (учёный-металлург, историк, полковник артиллерии) и К. Е. фон Замен (директор Особой кредитной канцелярии, в ведении которой находился и Государственный монетный двор). В работе этой крупнейшей организации русской колонии также принимали участие граф П. Н. Игнатьев (министр народного просвещения), профессора Д. Д. Гарднер (физико-химик, поверенный в делах при русском посольстве), С. И. Гаврилов (член союза «Народоправство» в Англии), К. Г. Шиндлер (известный учёный в области сельскохозяйственной механики, основатель первой в России станции испытания земледельческих машин), Д. В. Яковлев, М. Г. Яцевич, А. М. Ону (российский генеральный консул в Лондоне), А. С. Орлов, А. С. Остроградский (председатель Русского правительственного комитета, созданного в годы Первой мировой войны в Лондоне), С. П. Тюрин (экономист, представитель Земгора в Русском правительственном комитете, председатель союза «Народоправство» в Англии) и др.
В тот момент Россия переживала период развала хозяйственной жизни, вызванного мировой и гражданской войнами. Обдумывая пути её возрождения, ученые РЭО направляли свою деятельность на подготовку научных материалов, которые, как они надеялись, в иных исторических обстоятельствах принесут пользу России. «И какие бы классовые или политические различия, не разделяли людей — указывалось в статье, открывшей издание журнала „The Russian Economist“, учрежденного РЭО — это давящая необходимость восстановить производство для сохранения российской культуры и самой России дает огромный стимул к единению, и поэтому нет никакого сомнения в необходимости и возможности общей работы очень широким фронтом».
На страницах журнала «The Russian Economist» («Русский экономист»), под названием которого в Британии публиковались «Записки Русского экономического общества в Лондоне» одновременно на русском и английском языках, помещались подробные статьи и заметки по экономическим и финансовым вопросам:
— о состоянии различных отраслей промышленности и сельского хозяйства России;
— корреспонденция с мест о состоянии товарных рынков и деятельности банков;
— об экономической политике правительства Советской России;
— отчеты о деятельности РЭО в Лондоне, где освещались события в жизни эмиграции, например, состоявшийся в мае 1921 г. в Париже съезд представителей российской промышленности и торговли, в работе которого приняла деятельное участие русская эмиграция в Великобритании;
— давалась широкая информация в области народного хозяйства, товарообмена, денежного и товарного рынков и транспорта как в России, так и во всех странах Европы, Америки и Дальнего Востока, а также справочный и юридический материал по всем разделам экономики.
С января 1921 г. в РЭО начинает работать техническая секция, которую возглавляет полковник Н. Т. Беляев. Впоследствии на торжественном заседании Британского института стали и железа в Лондоне Н. Т. Беляеву была вручена золотая Бессемеровская медаль с его портретом на обратной стороне. Заседание это происходило в помещении Королевского института гражданских инженеров. В 1933 г. он был также награждён золотой медалью за исследования по металлургии Корпорацией русских академиков-артиллеристов за рубежом.
В том же 1921 г. при РЭО образованы две комиссии по изучению рабочего вопроса и сельского хозяйства в России, доклады которых печатались на страницах журнала.
За время своего существования, по 1923 г., РЭО издало в общей сложности 9 книг ученых трудов: 1920—1921 гг. — тт. 1, 2, 3, 4; 1921—1922 гг. — тт. 5, 6, 7, 8; 1923 г. — т. 9. РЭО принимало участие в культурно-просветительской деятельности русской колонии в Лондоне. Члены его читали лекции по проблемам экономики Союзу русских студентов в Лондоне, подготавливая, таким образом, молодежь к поступлению в вузы. РЭО также участвовало в оказании помощи голодающим в России.

## Возрождение РЭО
12 июня 2001 г. в День независимости России принято решение о возрождении Русского экономического общества в целях продолжения традиций русских экономистов, политиков и ученых, создавших в 1920 г. в Лондоне Русское экономическое общество, объединившее специалистов из различных областей экономики.
Русское экономическое общество (РЭО), воссозданное при непосредственном участии и руководстве Бориса Григорьевича Фёдорова, представляло собой независимое общество экономистов, не аффилированное с какими-либо организациями, компаниями и партиями, стремящееся объективно и непредвзято анализировать экономическую ситуацию в России.
Для выражения своей точки зрения Общество выпускало периодическое издание «Вестник Русского экономического общества», а также аналитические обзоры, доклады и книги, посвященные насущным проблемам российской экономики.
Цель изданий Общества — объективный и непредвзятый анализ тенденций макроэкономического развития России, деятельности правительства, органов законодательной и исполнительной власти по реформированию российской экономики и созданию условий для поступательного экономического развития.
Среди постоянных подписчиков — правительство, министерства и ведомства, обе палаты российского парламента, региональные законодательные и исполнительные органы, международные фонды и банки, посольства, исследовательские организации, центральные и региональные СМИ, предприятия и организации, ведущие вузы и экономисты.
Общество прекратило свою активную деятельность в 2006 г.

## Труды и издания РЭО
Экономические работы:
- Российские реформы в 2002 г.
- Пенсионная реформа в России?
- Российские реформы в 2003 г.
- Инфляция в России в 2004 г. Почему не было снижения?
- Капитан М. Е., Литвинцев И. П., Муханов Д. Н. Паевые фонды в российской экономике (2002—2004). — М.: Русское экономическое общество, 2005. — 98 с.

Серия: Историческая библиотека Б. Г. Фёдорова:
- Фёдоров Б. Г. Все министры финансов России и СССР 1802−2004. — М.: Русское экономическое общество, 2004. — 629 с. — ISBN 5-98743-001-1
- Фёдоров Б. Г. Воспоминания В. С. Нарышкиной-Витте. — М.: Русское экономическое общество, 2005. — 336 с. — ISBN 5-98743-002-X
- Фёдоров Б. Г. Смоленская шляхта: в 2 т./ т.1. — М.: Русское экономическое общество, 2006. — 496 с. — ISBN 5-98743-003-8
- Фёдоров Б. Г. Смоленская шляхта: в 2 т./ т.2. — М.: Русское экономическое общество, 2006. — 368 с. — ISBN 5-98743-004-6